# Ipidia binotata
Ipidia binotata — вид жуків-блискітників. Зустрічається в лісах та лісостепах. Довжина тіла дорослих комах (імаго) 4-4,5 мм. Тіло буро-чорне, блискуче. На кожному з надкрила є по два червоних плями. Антени та ноги руді. Личинки розвиваються під корою хвойних.